# Smak wiśni
Smak wiśni (w niektórych źródłach również jako Smak czereśni; pers. طعم گيلاس...) – irański dramat w reżyserii Abbasa Kiarostamiego z 1997 roku.
Zdaniem niektórych krytyków jest to pierwszy niezależny film irański.

## Fabuła
Pan Badii (Humajun Erszadi), mężczyzna w średnim wieku, chce popełnić samobójstwo przez przedawkowanie środków nasennych. Jeżdżąc po przedmieściach Teheranu, szuka osoby, która zgodzi się go pochować w przypadku udanej próby lub uratować w przypadku niepowodzenia. Proponując spotkanym osobom dużą sumę pieniędzy w zamian za pomoc, udaje mu się zatrzymać kurdyjskiego żołnierza, który jednak ucieka po poznaniu zamiarów bohatera. Następnie trafia na afgańskiego studenta seminarium, a później na tureckiego wypychacza zwierząt, który niechętnie zgadza się na sprawdzenie oznak życia Badii. Ponieważ dawniej sam miał myśli samobójcze, stara się odwieść go od tego zamiaru, przyjmując ofertę tylko ze względu na to, że potrzebuje pieniędzy na opiekę nad chorą córką. W nocy Badii jedzie w umówione miejsce (gdzie Turek ma przyjechać o świcie, by wykonać swoje zadanie) i kładzie się w dziurze. Następnie słychać padający deszcz oraz burzę. Ostatnią sceną jest epilog, w którym widać ekipę filmową nagrywającą maszerujących żołnierzy. Erszadi podaje Kiarostamiemu papierosa, po czym reżyser oznajmia koniec nagrywania zdjęć i rozpoczęcie nagrywania dźwięku. Sam reżyser o tej scenie mówił: 

Ta część finałowa jest formą zmartwychwstania. Nie chciałem zmuszać widza do tej interpretacji, ale chcę dać do zrozumienia, że to, co zobaczył do tej pory, było narracją. To dlatego nigdy nie przedstawiłem swojego bohatera. Nigdy nie mówiłem o nim, o jego problemie. Dla nas ten człowiek pozostaje zagadką. Nie chciałem opowiadać jego historii, aby uniknąć wszelkiej afektywnej więzi z widzem. Mój bohater jest jak figurki, które rysuje się na projektach architektonicznych, aby wyznaczyć skalę. To są figurki, a nie bohaterowie, do których można odczuwać sentyment.

## Nagrody
W 1997 obraz, jako pierwszy w historii film irański, zdobył Złotą Palmę na 50. MFF w Cannes, ex aequo z japońskim Węgorzem w reżyserii Shōhei Imamury, a rok później został uznany najlepszym filmem obcojęzycznym przez Boston Society of Film Critics i przez National Society of Film Critics. W 1999 nominowany do Srebrnego Kondora dla najlepszego filmu zagranicznego wg Stowarzyszenia Argentyńskich Krytyków Filmowych. Został również wyświetlony na festiwalu w Stambule w 1999.
W 2018 roku film zajął 97. miejsce na opublikowanej przez BBC Culture liście 100 najlepszych nieanglojęzycznych filmów wszech czasów.

## Obsada
Na podstawie:
- Humajun Erszadi – Pan Badii
- Abdol Hosejn Bagheri – Pan Bagheri
- Afszin Chorszid Bachtiari – robotnik
- Safar Ali Moradi – kurdyjski żołnierz